# سیارک ۲۰۵۳۷
سیارک ۲۰۵۳۷ (به انگلیسی: 20537 Sandraderosa، نامگذاری:1999RO82) بیست هزار و پانصد و سی و هفتمین سیارک کشف شده‌است که در ۷ سپتامبر ۱۹۹۹ کشف شد.
قدر مطلق سیارک برابر ۱۳.۵ است.